# Rezerwat przyrody Jedlie
Rezerwat przyrody Jedlie (słow. Prírodná rezervácia Jedlie) – rezerwat przyrody w południowej części Gór Strażowskich na Słowacji, powołany w 1974 r. w celu ochrony stanowiska cisa. Powierzchnia 1,42 ha.

## Położenie
Rezerwat znajduje się w granicach katastralnych wsi Uhrovské Podhradie w powiecie Bánovce nad Bebravou w kraju trenczyńskim. Jego tereny obejmują fragment stromych, północnych stoków (pomiędzy poziomicami 730 a 800 m n.p.m.) wzniesienia zwanego Rakytovec, opadających ku jednemu ze źródłowych cieków Podhradskiego Potoku w grupie górskiej Rokoša w tzw. Górach Nitrickich. Teren rezerwatu znajduje się w obwodzie Rokoš, w nadleśnictwie (słow. Lesný závod) Bánovce nad Bebravou.

## Charakterystyka
Teren rezerwatu charakteryzuje się urozmaiconym ukształtowaniem terenu. W dość stromym stoku uformowane są tarasowate półki i skalne stopnie. Podłoże stanowi dolomitowy wapień, na którym rozwinęły się średnio głębokie szkieletowe gleby w typie rędzin. Całość porośnięta jest lasem (Fagetum dealpinum; w czasie powoływania rezerwatu 80-120-letnim), w którym dominuje buk,  jako domieszki występują jawor, jodła, sosna i jesion. Pośród nich, na stosunkowo małej powierzchni, rośnie ok. 100 egzemplarzy cisa pospolitego o zróżnicowanych formach, różnego wieku, różnej wysokości i grubości. Większość z nich to drzewa w wieku powyżej 150-200 lat, a wiek niektórych szacowany jest na 400 lat lub nawet więcej. Cis na terenie rezerwatu odnawia się naturalnie.

## Historia
Ochronę terenu dzisiejszego rezerwatu ustanowiono rozporządzeniem Ministerstwa Kultury Słowackiej Republiki Socjalistycznej nr 3628/1974-OP z dnia 27 maja 1974 r. Pierwotnie funkcjonował jako (słow.) chránené nálezisko. Obowiązuje w nim 5. (najwyższy) stopień ochrony.

## Cel powołania rezerwatu
Rezerwat został powołany w celu ochrony znaczącego z punktu widzenia fitogeografii stanowiska występowania cisa pospolitego w Górach Strażowskich.
Turystyka
Rezerwat leży w pewnym oddaleniu od znakowanych szlaków turystycznych. Nie jest przeznaczony do zwiedzania.